# Frondeurs (Parti socialiste)
Pour les articles homonymes, voir Frondeur.
|  |

Les frondeurs sont un groupe de députés français du Parti socialiste opposés, pendant la XIVe législature de la Cinquième République, à la politique économique et sociale des gouvernements de Jean-Marc Ayrault, de Manuel Valls, puis de Bernard Cazeneuve, sous la présidence de François Hollande.

## Ligne politique
Globalement, les députés frondeurs estiment que la politique suivie par les gouvernements Ayrault, puis Valls, met trop l'accent sur la baisse des dépenses publiques et les aides aux entreprises au détriment d'une politique keynésienne de soutien à la demande. Si certains, comme Pierre-Alain Muet, s'accordent sur « la nécessaire réduction des déficits », ils critiquent le fait que la « réduction des dépenses publiques [va] servir en grande partie à financer les nouveaux allégements [pour les entreprises] ». Une politique qui serait inefficace à créer des emplois et à relancer la croissance et qui ne ferait, in fine, que creuser plus la dette.
Selon ces députés, la politique suivie, qualifiée notamment par Laurent Baumel de « sociale-libérale », « s’éloigne définitivement de l’équilibre qui avait fondé la campagne de François Hollande » et est une des raisons de son impopularité.
Ils ne cautionnent pas le qualificatif « frondeur » qui leur est attribué, estimant que les frondeurs sont ceux qui, élus sur le programme du PS et avec le soutien du PS, mènent une politique sensiblement différente, voire opposée[réf. nécessaire].
En 2014, les frondeurs proposent « une réorientation des textes budgétaires » vers un soutien à la consommation : ils proposent notamment de moduler la CSG pour les revenus faibles et moyens, de créer 300 000 emplois aidés supplémentaires et de cibler le crédit d'impôt pour la compétitivité et l'emploi.

## Premiers accrocs
Le premier vote sur lequel une partie des députés socialistes refusent de suivre l'avis du gouvernement est l'approbation du Pacte budgétaire européen soumis à l'Assemblée nationale le 9 octobre 2012.
Lors de la campagne présidentielle de 2012, François Hollande avait promis de « renégocier » ce traité mais a finalement opté, une fois élu, pour la négociation d'un « paquet croissance » pour « faire que l'Europe ne soit pas seulement une zone de libre-échange ». Si la majorité des députés socialistes accepte alors cette position, certains la refusent. Par exemple, la députée Barbara Romagnan juge que « le traité qu’on nous demande de ratifier est le même que celui que nous dénoncions pendant la campagne » et « considère que ce traité est néfaste, en termes de signe politique et d’impact sur nos promesses » alors que Jérôme Guedj refuse « l'austérité gravée dans le marbre ». Finalement, sur 297 membres du groupe socialiste, 20 votent contre le Pacte budgétaire et 9 s'abstiennent.
Depuis, sur un certain nombre de scrutins, certains députés refusent de suivre la ligne du gouvernement :
- Le 9 avril 2013, 6 députés socialistes votent contre et 35 s'abstiennent lors du scrutin portant sur le projet de loi de sécurisation de l'emploi, validant l'accord national interprofessionnel[7].
- Le 15 octobre 2013, 17 socialistes s'abstiennent sur le vote de la réforme des retraites[8].

## Constitution d'un groupe de frondeurs
En mars 2014, Manuel Valls est nommé Premier ministre par François Hollande. Le 8 mars 2014, une partie des députés refusent de voter la confiance au gouvernement et d'autres s'abstiennent. Plusieurs parlementaires adressent alors une lettre au nouveau Premier ministre, réclamant « un nouveau contrat de majorité » et jugeant une nouvelle fois que la politique suivie devrait donner plus de place au pouvoir d'achat et au soutien de la consommation plutôt qu'à la réduction des déficits et les aides aux entreprises.
Parmi les 41 députés à s'abstenir le 29 avril 2014 sur le programme de stabilité, le quotidien L'Opinion y voit un rassemblement de trois types de parlementaires : les tenants des courants de gauche (Un Monde d'Avance et Maintenant la gauche) comme Pouria Amirshahi, Fanélie Carrey-Conte, Nathalie Chabanne, Pascal Cherki, Barbara Romagnan, des « intellectuels » venus de différents courants, Laurent Baumel, Jean-Marc Germain, Daniel Goldberg, Pierre-Alain Muet, Christian Paul, et des députés souvent à leur premier mandat « paumés » par une politique gouvernementale peu en phase avec le projet présidentiel comme Jean-Pierre Blazy, Kheira Bouziane-Laroussi, Philippe Noguès, Paola Zanetti.
En juin 2014, les frondeurs se regroupent autour d'un texte baptisé l'« Appel des 100 » et critiquent la loi de financement de la Sécurité sociale du nouveau gouvernement, dénonçant un « transfert de « charges » des entreprises vers les ménages, financé par le gel de pensions et de prestations sociales ». Auparavant, le 29 avril 2014, 41 députés socialistes s'étaient abstenus lors du scrutin approuvant le programme de stabilité présenté par Manuel Valls et prévoyant 50 milliards d'euros d'économie entre 2014-2017.
Lors de l'université d'été du Parti socialiste à La Rochelle, l'« Appel des 100 » se transforme en collectif « Vive la gauche ».
En août 2014, Manuel Valls forme un nouveau gouvernement dont sont notamment exclus Arnaud Montebourg, Benoît Hamon et Aurélie Filippetti, qui critiquent la ligne économique suivie. Lors du vote d'investiture de ce gouvernement, 32 députés socialistes s'abstiennent. Redevenus députés, les deux derniers rejoignent le collectif des frondeurs.
Lors du vote du budget 2015 en octobre 2014, ce sont de nouveau 39 députés socialistes qui s'abstiennent. Le 19 octobre 2014, les critiques des frondeurs à l'encontre de la politique du gouvernement sont reprises par Martine Aubry, l'ancienne Première secrétaire du Parti socialiste. Lors d'une réunion publique à Paris en novembre 2014, les frondeurs sont rejoints par Benoît Hamon et Aurélie Filippetti.
En février 2015, les frondeurs contestent plusieurs dispositions du Loi pour la croissance, l'activité et l'égalité des chances économiques du ministre de l'Économie Emmanuel Macron, notamment sur la question de l'élargissement du travail du dimanche. Benoît Hamon propose notamment d'inscrire dans la loi une indemnité salariale minimale pour les salariés travaillant le dimanche, ce que le gouvernement refuse. Hamon et d'autres frondeurs annoncent alors leur intention de voter contre le projet de loi. Manuel Valls décide alors d'engager la confiance du gouvernement sur ce texte, via l'article 49, alinéa 3 de la Constitution.
En mars 2015, à la suite du revers sévère du PS aux élections départementales, les frondeurs poursuivent leur critique de la politique de Manuel Valls et appellent à un « contrat de rassemblement ». Ils déclarent notamment : « Sans changements sincères dans les politiques, sans renouvellement de la pratique du pouvoir, la dispersion de la gauche sera irréversible ».
Après sa reconduction comme premier secrétaire du Parti socialiste fin mai 2015 (avec 60 % des voix, contre environ 30 % au frondeur Christian Paul), Jean-Christophe Cambadélis estime qu'« il n'y aura plus de fronde ». Pour sa part, Christian Paul, qui conduisait la motion B, incluant la plupart des députés frondeurs, au congrès du parti lance le concept de « La prochaine gauche » : « elle aura le visage de l'écosocialisme car c'est le sens que prennent la plupart des grands transformations en cours. C'est une puissance publique forte, qui construit et qui régule. Elle sera une réponse à la défaillance démocratique nationale, une alternative crédible à la tentation sociale-libérale ».

## Après le Congrès de Poitiers
Quelques jours après le Congrès du PS à Poitiers, l'annonce du Premier ministre de nouveaux amendements favorables au patronat, dont le plafonnement des indemnités prud’homales versées en cas de licenciement abusif, provoquent un nouveau raidissement qui pourrait contraindre le gouvernement à une nouvelle utilisation de l'article 49-3 en seconde lecture du projet de loi Macron.
Le président du groupe parlementaire Bruno Le Roux déclare après ce vote le 23 juin 2015 qu'il « [n’a] jamais rencontré sur le terrain le moindre rejet [de la politique gouvernementale] ». Il ajoute : « C’est un véritable problème que plus aucune règle ne soit respectée. Avant les frondeurs nous disaient : «Il faut un congrès pour clarifier!» Il a eu lieu, le vote est clair, et pour autant, ce sont toujours les mêmes comportements, alors même qu’ils s’étaient engagés à cesser leur fronde au Parlement dès lors que les militants s’étaient prononcés (...) Depuis plusieurs mois, ils font prendre un grand risque en perturbant tous les messages que nous adressons au pays, mais cela ne nous empêche pas d’avancer. Nous n’avons pas besoin d’eux. Nous avons moins besoin d’eux qu’ils ont besoin de nous (...) J’appelle à une gauche qui accepte ses différences, mais qui sorte de l’auto-dénigrement et assume crânement son réformisme. Ce n’est pas avec des complexes qu’on donne confiance aux Français. »
Le surlendemain, le député du Morbihan Philippe Noguès annonce son départ du PS et du Groupe socialiste à l'Assemblée nationale, pour rejoindre les non-inscrits déclarant faire « « le choix de la liberté et de la loyauté à [ses] convictions » et « Depuis de longs mois, avec mes camarades frondeurs, je me bats pour infléchir la ligne économique du gouvernement. Force est de constater que nos efforts ont jusqu’ici été vains, le chemin tracé vers une société de plus en plus libérale n’a pas varié. » Tout comme Le Roux (« Ce départ, c'est un pas vers une meilleure clarté, tant mieux »), le député de la ligne majoritaire Eduardo Rihan Cypel se réjouit de ce départ : « C'est toujours mieux quand c'est plus clair. Au moins il est cohérent avec lui-même. Je pense que la séquence de la fronde est derrière nous. ils ont perdu la bataille. »
Alors, selon certains points de vue, que le projet de loi relatif au renseignement instaurerait une surveillance numérique de masse, dix députés frondeurs ont voté contre en première lecture en juin 2015.
Pendant l'été 2015 et à la rentrée de septembre-octobre, ils manifestent leur opposition l'instauration du travail dominical et au budget 2016. Toutefois, la loi Macron est adoptée sans vote après l'utilisation de l'article 49-3 de la Constitution et les Frondeurs ne s'associent pas à la motion de censure déposée par la droite. Quelques semaines plus tard, seuls 18 Frondeurs s'abstiennent sur le projet de loi de finances (contre 39 un an plus tôt) et un seul, Pouria Amirshahi vote contre.
En octobre 2015, ils écrivent à Jean-Christophe Cambadélis pour dénoncer un « coup de pub » au sujet du référendum pour l'unité de la gauche aux élections régionales organisé par le Parti socialiste, lequel a par ailleurs suscité moqueries et critiques sur sa sincérité.

## Reprise de la fronde après les élections régionales
L'annonce fin décembre 2015 par le président de la République d'un projet de constitutionnalisation de la déchéance de nationalité pour les terroristes binationaux puis dans un second temps sans considération de nationalité, suscite une contestation à gauche dépassant le champ des frondeurs alors qu'un mouvement parallèle se développe à droite. L'article 2 n'est ainsi adopté que par 162 voix contre 148. Le 4 mars 2016, Pouria Amirshahi annonce quitter le PS et ne pas vouloir se représenter aux législatives de 2017.
S'émancipant un peu de l'exécutif, les frondeurs apportent leur soutien à «des primaires citoyennes de la gauche».
En février 2016, ils participent à l'opposition au projet de loi El Khomri porté par la ministre du Travail. Christian Paul affirme quelques instants avant l'annonce du report par le Premier ministre que « rien n'est exclu » quant au vote d'éventuelle motion de censure en cas d'utilisation de l'article 49-3 sur ce projet de loi.
En mai 2016, les tensions s'intensifient après l'annonce par le Premier Ministre de sa volonté d'utiliser le 49-3 dès le début du débat parlementaire pour faire passer la loi Travail malgré les vastes mouvements de protestation contre ce projet de loi depuis plusieurs semaines avec le mouvement Nuit debout. Les frondeurs annoncent réfléchir à leur position sur la motion de censure déposée par la Droite afin de renverser le gouvernement». Proche de Manuel Valls, le député PS Christophe Caresche annonce par anticipation que ceux qui voteraient la censure « seraient exclus du Parti socialiste et ne pourraient pas se présenter aux prochaines élections au nom du Parti socialiste. C’est extrêmement clair, extrêmement net ». Excluant que les frondeurs votent la motion de la droite, les députés socialistes « frondeurs » conviennent le 11 mai de déposer une motion de censure de gauche pour faire obstacle à l’utilisation de l'article 49-3 s'ils parvenaient à rassembler 58 signataires. Ils ne rassemblent finalement que 56 signatures, échouant ainsi à déposer une motion de censure.
Après une première lecture au Sénat, où le texte est durci par la majorité de droite et l'échec de la commission mixte paritaire, le texte est présenté en seconde lecture à l'Assemblée nationale. Manuel Valls a indiqué, qu'en raison des trop nombreuses oppositions qui ne lui permettait pas de faire passer sa loi, il engageait une nouvelle fois la responsabilité de son gouvernement en ayant recours au 49-3 afin que son projet de loi Travail soit définitivement adopté. Le 6 juillet 2016, à l'occasion du deuxième passage de la Loi Travail devant l'assemblée nationale, des députés frondeurs socialistes, écologistes et communistes ont voulu déposer une nouvelle motion de censure à l'encontre du gouvernement. Mais le dépôt de la motion de censure échoue à nouveau, car quatre députés qui figuraient parmi les signataires la première fois, n'ont pas souhaité soutenir cette deuxième motion de censure: Alexis Bachelay, Yann Galut, Laurent Kalinowski et Isabelle Bruneau.
Le 20 juillet, cinquante-huit députés, très majoritairement de gauche, ont réagi sur le JDD.fr à l'utilisation de l'article 49-3 pour la troisième fois consécutive par le gouvernement pour faire passer la loi Travail. Pourtant, malgré cette opposition médiatique au projet de loi, la tentative de dépôt d'une motion de censure échoue le lendemain, n'étant soutenue que par 28 de ces députés.
Alors que le PS avait renoncé à organisation sa traditionnelle université d'été à La Rochelle pour choisir Nantes, avant de l'annuler devant les risques de violence, les Frondeurs choisissent d'organiser une université d'été à La Rochelle, les 10 et 11 septembre 2016.

### Les 56 députés signataires de mai 2016
Liste des 56 députés signataires de la motion de censure « de gauche », de mai 2016 contre la loi Travail, qui indiquent : « cette loi comporte un risque grave d'atteintes aux droits des salariés et à notre modèle social ».
Ce groupe est composé de 28 membres du groupe socialiste, 13 membres du groupe GDR, 10 membres du groupe écologiste, 8 communistes, 1 membre du groupe RRDP et 4 non inscrits,.
| Député(e)              | Député(e)        | Parti | Groupe | Groupe                      |
| Député(e)              | Député(e)        | Parti | Nom    | Comparatif selon l’effectif |
| ---------------------- | ---------------- | ----- | ------ | --------------------------- |
|                        | Alexis Bachelay  | PS    | SRC    | 28 / 285                    |
| Laurent Baumel         |                  | PS    | SRC    | 28 / 285                    |
| Jean-Pierre Blazy      |                  | PS    | SRC    | 28 / 285                    |
| Isabelle Bruneau       |                  | PS    | SRC    | 28 / 285                    |
| Fanélie Carrey-Conte   |                  | PS    | SRC    | 28 / 285                    |
| Dominique Chauvel      |                  | PS    | SRC    | 28 / 285                    |
| Pascal Cherki          |                  | PS    | SRC    | 28 / 285                    |
| Aurélie Filippetti     |                  | PS    | SRC    | 28 / 285                    |
| Geneviève Gaillard     |                  | PS    | SRC    | 28 / 285                    |
| Yann Galut             |                  | PS    | SRC    | 28 / 285                    |
| Linda Gourjade         |                  | PS    | SRC    | 28 / 285                    |
| Édith Gueugneau        |                  | PS    | SRC    | 28 / 285                    |
| Benoît Hamon           |                  | PS    | SRC    | 28 / 285                    |
| Mathieu Hanotin        |                  | PS    | SRC    | 28 / 285                    |
| Serge Janquin          |                  | PS    | SRC    | 28 / 285                    |
| Romain Joron           |                  | PS    | SRC    | 28 / 285                    |
| Régis Juanico          |                  | PS    | SRC    | 28 / 285                    |
| Laurent Kalinowski     |                  | PS    | SRC    | 28 / 285                    |
| Christophe Léonard     |                  | PS    | SRC    | 28 / 285                    |
| Christian Paul         |                  | PS    | SRC    | 28 / 285                    |
| Michel Pouzol          |                  | PS    | SRC    | 28 / 285                    |
| Patrice Prat           |                  | PS    | SRC    | 28 / 285                    |
| Barbara Romagnan       |                  | PS    | SRC    | 28 / 285                    |
| Gérard Sebaoun         |                  | PS    | SRC    | 28 / 285                    |
| Suzanne Tallard        |                  | PS    | SRC    | 28 / 285                    |
| Paola Zanetti          |                  | PS    | SRC    | 28 / 285                    |
| Christian Hutin        | MDC              |       | SRC    | 28 / 285                    |
| Jean-Luc Laurent       | MDC              |       | SRC    | 28 / 285                    |
|                        |                  |       |        |                             |
|                        | Alain Bocquet    | PCF   | GDR    | 13 / 15                     |
| Marie-George Buffet    |                  | PCF   | GDR    | 13 / 15                     |
| Jean-Jacques Candelier |                  | PCF   | GDR    | 13 / 15                     |
| Patrice Carvalho       |                  | PCF   | GDR    | 13 / 15                     |
| Gaby Charroux          |                  | PCF   | GDR    | 13 / 15                     |
| André Chassaigne       |                  | PCF   | GDR    | 13 / 15                     |
| Jacqueline Fraysse     |                  | PCF   | GDR    | 13 / 15                     |
| Nicolas Sansu          |                  | PCF   | GDR    | 13 / 15                     |
| François Asensi        | E!               |       | GDR    | 13 / 15                     |
| Huguette Bello         | PLR              |       | GDR    | 13 / 15                     |
| Marc Dolez             | FG               |       | GDR    | 13 / 15                     |
| Alfred Marie-Jeanne    | MIM              |       | GDR    | 13 / 15                     |
| Jean-Philippe Nilor    | MIM              |       | GDR    | 13 / 15                     |
|                        |                  |       |        |                             |
|                        | Laurence Abeille | EELV  | ECOLO  | 10 / 18                     |
| Brigitte Allain        |                  | EELV  | ECOLO  | 10 / 18                     |
| Danielle Auroi         |                  | EELV  | ECOLO  | 10 / 18                     |
| Michèle Bonneton       |                  | EELV  | ECOLO  | 10 / 18                     |
| Sergio Coronado        |                  | EELV  | ECOLO  | 10 / 18                     |
| Cécile Duflot          |                  | EELV  | ECOLO  | 10 / 18                     |
| Jean-Louis Roumégas    |                  | EELV  | ECOLO  | 10 / 18                     |
| Éva Sas                |                  | EELV  | ECOLO  | 10 / 18                     |
| Isabelle Attard        | ECO              |       | ECOLO  | 10 / 18                     |
| Noël Mamère            | ECO              |       | ECOLO  | 10 / 18                     |
|                        |                  |       |        |                             |
|                        | Pouria Amirshahi | ex-PS | NI     | 4 / 12                      |
| Philippe Noguès        |                  | ex-PS | NI     | 4 / 12                      |
| Thomas Thévenoud       | ex-PS            |       | NI     | 4 / 12                      |
| Jean Lassalle          | ex-MoDem         |       | NI     | 4 / 12                      |
|                        |                  |       |        |                             |
|                        | Jérome Lambert   | PS    | RRDP   | 1 / 18                      |

## Primaire citoyenne de 2017

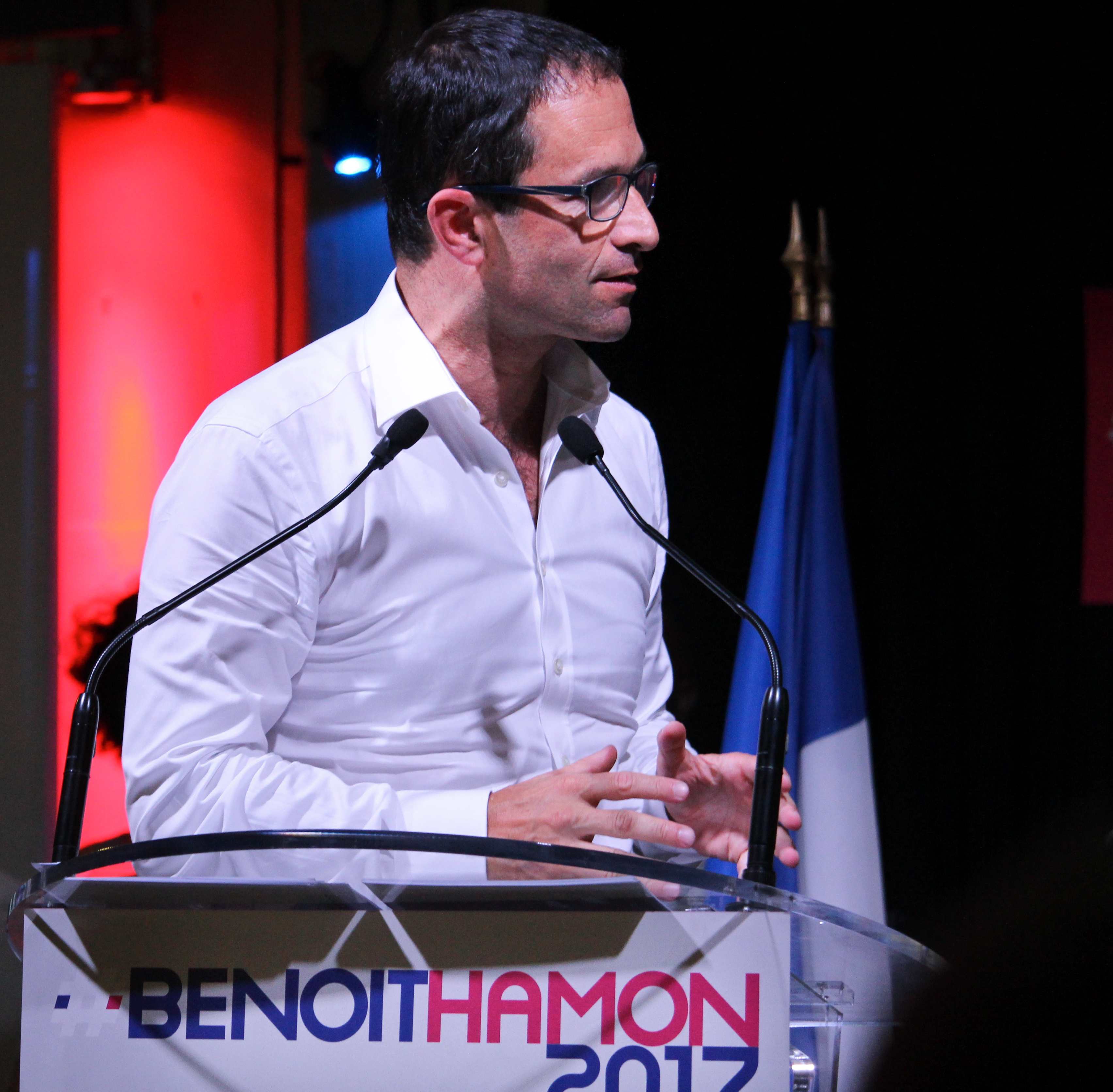
Benoît Hamon au lancement de sa campagne pour les primaires.

Dans le cadre de la primaire citoyenne de 2017, plusieurs personnalités se reconnaissant dans l’action des Frondeurs sont candidats, comme Arnaud Montebourg, Benoît Hamon, et Gérard Filoche, avant qu'il ne soit écarté faute de parrainages et Marie-Noëlle Lienemann, avant qu'elle ne se retire. Benoît Hamon et Arnaud Montebourg concentrent la majorité des soutiens des parlementaires frondeurs.
Début décembre 2016, après le discours de politique générale du nouveau Premier ministre Bernard Cazeneuve devant l'Assemblée nationale, le groupe PS vote unanimement en sa faveur. Le nouveau président du groupe Olivier Faure estime alors : « La fronde, c’est terminé ».
Remarqué pour son programme novateur, Benoît Hamon suscite l'intérêt et devient en fin d'année un outsider sérieux à la primaire. Il arrive en tête du premier tour avec 36 % des voix, devant Manuel Valls à 31 %, reléguant Arnaud Montebourg à 18 %. Au second tour qui rassemble plus de 2 millions de votants, l'ancien frondeur surclasse Manuel Valls qui n'obtient que 41 % des voix. Cette séquence renverse les rôles en plaçant un ancien frondeur dans le rôle de candidat à l'élection présidentielle soutenu par le Parti socialiste. À l'issue du premier tour de l'élection présidentielle et après une campagne ponctuée de nombreuses défections, Benoît Hamon est éliminé, ayant obtenu 6,36 % des voix.

## Élections législatives de 2017
Lors des élections législatives de 2017, un seul membre des ex-frondeurs, Régis Juanico, réussit à se faire réélire de justesse avec 23 voix d'avance. Non réélu à l'Assemblée nationale, Benoit Hamon quitte le PS le 1er juillet 2017 pour fonder le mouvement du 1er Juillet, (renommé Génération.s le 2 décembre 2017 au Mans) : « Je quitte un parti mais ni le socialisme ni les socialistes. Je serai plus utile en dehors de celui-ci ».

## Critiques
En février 2015, le refus des frondeurs de suivre la ligne politique du gouvernement sur les questions économiques et sociales est fortement critiqué par d'autres députés du groupe socialiste, particulièrement après leur refus de voter pour le projet de loi Macron. Cécile Untermaier les accuse ainsi de « prendre en otage la majorité » alors que pour Christophe Caresche ils « ne peuvent pas rester au groupe socialiste ». Stéphane Le Foll, porte-parole du gouvernement, dénonce « les soi-disant députés » et rappelle que les frondeurs ont été élus à la suite de l'élection présidentielle. Pour François Hollande, les frondeurs « ne font pas ce que veut le pays ».
Face à une situation où une partie de ses députés ne suivent pas les consignes du gouvernement, le bureau national du PS a adopté en février 2015 un texte invitant à « respecter la règle de l'unité de vote de leur groupe » et indiquant que le parti donnerait désormais « ses consignes sur les textes du gouvernement » sans toutefois adopter de sanction.